# غوتابايا راجاباكسا
المقدم نانداسينا غوتابايا راجاباكسا (بالسنهالية: ගෝඨාභය රාජපක්ෂ)‏؛ (بالتاميلية: கோட்டாபய ராஜபக்ஸ)‏؛ (مواليد 20 يونيو 1949) هو سياسي سريلانكي وضابط عسكري سابق، شغل سابقاً منصب الرئيس الثامن لجمهورية سريلانكا الديمقراطية الاشتراكية منذ عام 2019 إلى 2022. وقد شغل سابقا منصب وزير الدفاع والتنمية الحضرية (2005-2015) تحت إدارة شقيقه الأكبر الرئيس السابق ماهيندا راجاباكشا، وقاد القوات المسلحة السريلانكية في مواجهاتها مع نمور التاميل والتي انتهت بهزيمة نمور التاميل وإنهاء الحرب الأهلية السريلانكية، بعد نزاع استمر 25 عامًا، وتعتبره الأغلبية السنهالية بطلًا قوميًّا.

## الهروب
في 9 يوليو 2022، فر راجاباكسا من مقر إقامته الرسمي في كولومبو قبل أن يخترق المتظاهرون حواجز الشرطة ويدخلون المبنى. شوهد المتظاهرون يحتلون القصر، وشوهدو أيضا وهم يسبحون في بركة الرئيس. في وقت لاحق من ذلك المساء أكد رئيس البرلمان أن الرئيس سيستقيل من منصبه في 13 يوليو. ولقد فر الي جزر المالديف حيث انها الدولة الوحيدة التي قامت باستقباله هو وزوجته واثنين من حراسه.2022.